# Capela de Nossa Senhora da Apresentação

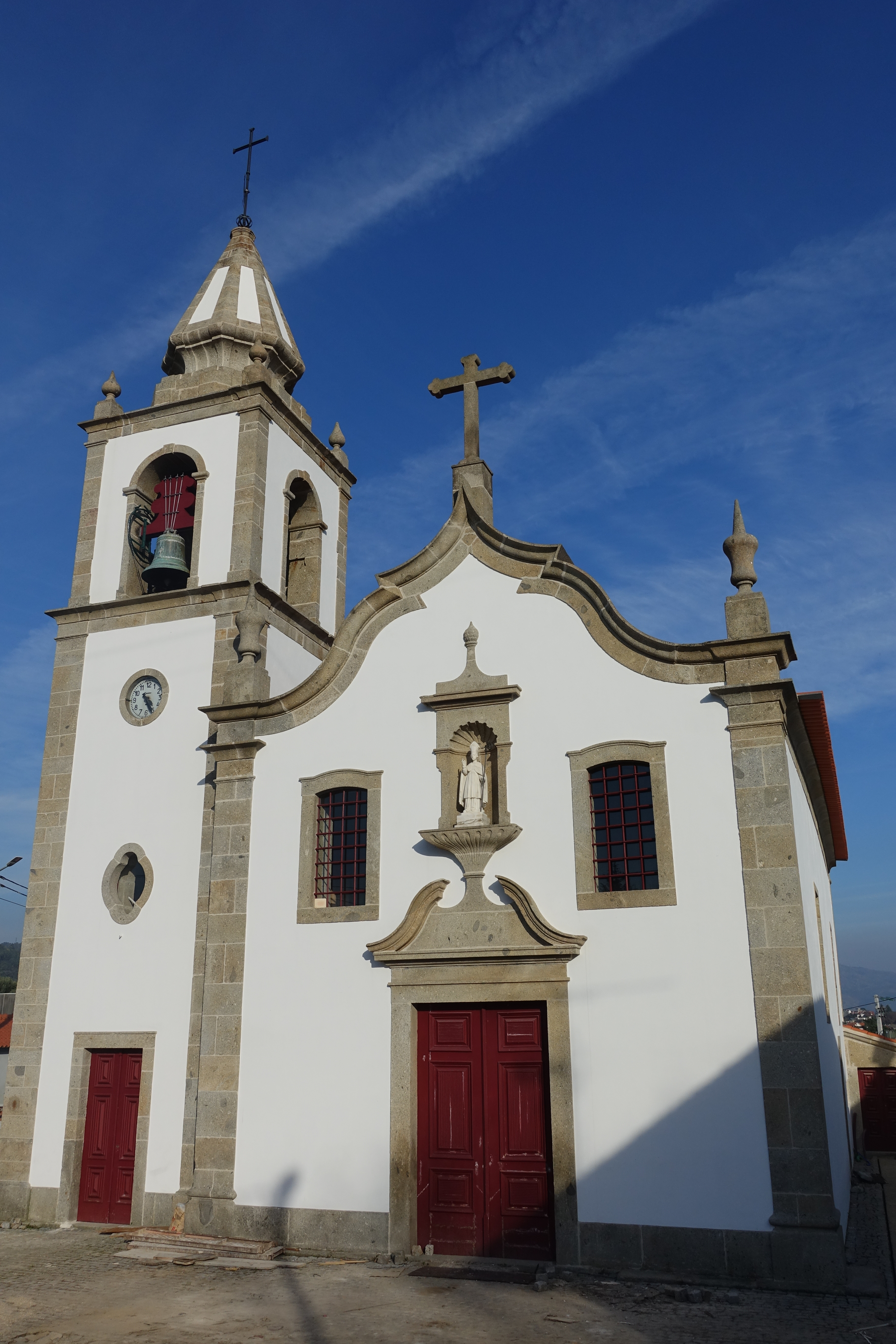
A capela está no interior da igreja de Carrazedo

A Capela de Nossa Senhora da Apresentação, também referida como Capela da Tapada, localiza-se no interior da igreja Paroquial de Carrazedo, na freguesia de Carrazedo, município de Amares, distrito de Braga, em Portugal.
Na Igreja de Carrazedo, também referida como Igreja de São Martinho, no lado esquerdo, encontram-se duas capelas funerárias: a de Nossa Senhora da Apresentação e a de Santa Margarida.
A capela encontra-se classificada como Imóvel de Interesse Público por Decreto de 1971.

## História
A data exata de edificação da capela não é conhecida. Entretanto, muitos autores referem que foi Jerónimo de Sá de Azevedo, filho de Sá de Miranda, quem encomendou a construção da capela na segunda metade do século XVI, para servir de mausoléu a seu pai. Essa sepultura encontra-se no pavimento, sob uma grande pedra rasa, sem moldura nem decoração, juntamente com a de D. Briolanja Azevedo, esposa de Sá de Miranda, e mãe do encomendante.

## Características
A Capela de Nossa Senhora da Apresentação, de reduzidas dimensões, abre-se para a nave da igreja através de um arco de volta perfeita, em cantaria, sendo acedida por dois degraus. Em nossos dias apresenta-se despojada de qualquer elemento decorativo digno de nota, excetuando as duas grandes lápides rectangulares com as dimensões de 1,80 metros x 0,80 metros, inscrições em latim e português e com os sulcos pintados de preto.
Não existem informações que permitam conhecer se a sua estrutura e decoração originais eram mais complexas do que aquelas que chegaram até nós. Sabe-se, entretanto, que em 1750 a igreja paroquial foi reedificada, e que nessa ocasião as capelas foram conservadas, supondo-se que a sua estrutura foi mantida. O que se acredita tenha sido alterado foi a sua decoração, uma vez que nas "Memórias Paroquiais de 1758" o padre Domingos Gonçalves afirma que as duas capelas laterais tinham grades de madeira e eram muito antigas.